# Zettlitz (Bindlach)
Zettlitz ist ein Gemeindeteil von Bindlach im oberfränkischen Landkreis Bayreuth in Bayern. Zettlitz liegt in der Gemarkung Crottendorf.

## Geografie
Das Dorf liegt am linken Ufer der Trebgast. Eine Gemeindeverbindungsstraße führt nach Weiherhaus (0,4 km südlich). Eine weitere Gemeindeverbindungsstraße führt nach Crottendorf (0,6 km südöstlich) bzw. zu einer Gemeindeverbindungsstraße (1 km westlich), die nördlich nach Bremermühle zur Kreisstraße BT 14 bzw. südlich nach Pferch verläuft.

## Geschichte
Gegen Ende des 18. Jahrhunderts bestand Zettlitz aus 9 Anwesen. Die Hochgerichtsbarkeit stand dem bayreuthischen Stadtvogteiamt Bayreuth zu. Die Dorf- und Gemeindeherrschaft hatte das Hofkastenamt Bayreuth. Grundherren waren das Hofkastenamt Bayreuth (2 Halbhöfe, 2 Häuser), die Verwaltung Ramsenthal (4 Söldengüter) und das Rittergut Guttenberg (1 Söldengut).
Von 1797 bis 1810 unterstand der Ort dem Justiz- und Kammeramt Bayreuth. Mit dem Gemeindeedikt wurde Zettlitz dem 1812 gebildeten Steuerdistrikt Bindlach zugewiesen. Zugleich entstand die Ruralgemeinde Zettlitz, zu der Hussengut und Wundersgut gehörten. Sie war in Verwaltung und Gerichtsbarkeit dem Landgericht Bayreuth zugeordnet und in der Finanzverwaltung dem Rentamt Bayreuth. Ein Anwesen in Zettlitz unterstand in der freiwilligen Gerichtsbarkeit bis 1819 dem Patrimonialgericht Guttenberg. Mit dem Gemeindeedikt von 1818 erfolgte die Eingemeindung nach Crottendorf. 1930 beantragte die Ortsbürgerschaft Zettlitz mit Weiherhaus die Umgemeindung nach Ramsenthal, was jedoch abgelehnt wurde. Am 1. Januar 1976 wurde Zettlitz im Zuge der Gebietsreform in Bayern nach Bindlach eingegliedert.

### Einwohnerentwicklung
| Jahr      | 001819 | 001822 | 001861 | 001871 | 001885 | 001900 | 001925 | 001950 | 001961 | 001970 | 001987 |
| Einwohner | 64     | 53     | 53     | 56     | 59     | 55     | 44     | 74     | 53     | 35     | 38     |
| Häuser    |        | 10     |        |        | 9      | 9      | 8      | 8      | 9      |        | 10     |
| Quelle    | [ 10 ] | [ 6 ]  | [ 11 ] | [ 12 ] | [ 13 ] | [ 14 ] | [ 15 ] | [ 16 ] | [ 17 ] | [ 18 ] | [ 1 ]  |

## Religion
Zettlitz ist seit der Reformation evangelisch-lutherisch geprägt und nach St. Bartholomäus (Bindlach) gepfarrt.